# Winnenthal (Xanten)
Winnenthal ist eine kleine Ortschaft in der Stadt Xanten im Kreis Wesel in Nordrhein-Westfalen, die im Wesentlichen aus dem Haus Winnenthal und seinen Nebengebäuden besteht. Bis 1939 war Winnenthal eine eigenständige Gemeinde im damaligen Kreis Moers.

## Geographie
Winnenthal liegt am südlichen Rand des Stadtgebiets von Xanten zwischen Unterbirten und Veen im Xantener Stadtbezirk Birten. Die ehemalige Gemeinde Winnenthal besaß eine Fläche von 1,37 km².

## Geschichte
Winnenthal gehörte ursprünglich zum Herzogtum Kleve und bildete seit dem 19. Jahrhundert eine Landgemeinde in der preußischen Bürgermeisterei Veen. Diese gehörte bis 1857 zum Kreis Geldern und seit 1857 zum Kreis Moers.
Die Gemeinde Winnenthal wurde am 1. April 1939 in die Gemeinde Birten eingegliedert. Birten wiederum wurde durch das Gesetz zur Neugliederung von Gemeinden des Landkreises Moers am 1. Juli 1969 in die Stadt Xanten eingegliedert.

## Einwohnerentwicklung
| Jahr | Einwohner | Quelle |
| ---- | --------- | ------ |
| 1864 | 122       | [ 3 ]  |
| 1871 | 136       | [ 4 ]  |
| 1885 | 165       | [ 5 ]  |
| 1910 | 128       | [ 6 ]  |
| 1925 | 115       | [ 1 ]  |
| 1933 | 113       | [ 7 ]  |

## Baudenkmäler
Haus Winnenthal steht unter Denkmalschutz.